# フサイン1世 (ジャライル朝)
フサイン1世（? - 1382年）は、ジャライル朝の第3代君主（在位：1374年 - 1382年）。

## 生涯
第2代君主・シャイフ・ウヴァイス1世の長男で、父が1374年に死去したため、後を継いだ。しかし王朝の全盛期を創り上げた父と違って惰弱だったために親族間で権力闘争が起こる。フサイン1世にはこれを抑える力が無く、最終的には1382年に弟のアフマドによって暗殺され、位も奪われたのであった。